# Remember When (Allison Weiss)
Remember When è il terzo EP di Allison Weiss, pubblicato il 22 luglio 2014 tramite No Sleep Records.

## Tracce
1. Remember When – 3:26
2. Giving Up – 3:22
3. The Fall – 3:11
4. Call Your Girlfriend (cover di Robyn) – 3:50
5. Take You Back – 3:08

## Formazione

### Tracce 1, 2, 3 e 5
- Allison Weiss - voice, guitars, artwork and photography
- Joanna Katcher - produzione, ingegneria, tastiere, chitarre, percussioni e voce di fondo
- Tim Schoenhals - ingegneria per la batteria presso The Treatment Room, Los Angeles
- Peter Recine - Electric Guitar
- Liam McCormack - basso
- Will Noon - batteria
- Matt Shane - Mixaggio e masterizzazione

### Traccia 4
- Allison Weiss - voce, chitarra e produzione
- Peter Recine - Production and engineering at     Brooklyn